# 荒原狼樂團
荒原狼樂團（英語：Steppenwolf）是一個美國搖滾樂團，由主唱約翰·凱、吉他手麥可·摩納克（Michael Monarch）、貝斯手拉許登·摩里夫（Rushton Moreve）、鼓手傑瑞·艾德蒙頓（Jerry Edmonton）以及鍵盤手戈迪·麥可強（Goldy McJohn）組成。樂團成立於1967年，團名來自於德國小說家赫曼·赫塞的同名小說。
荒原狼樂團在1968年1月發行首張專輯荒原狼，其中收錄了樂團的知名作品〈Born to Be Wild〉。同年10月發行第二張專輯第二輯，該專輯登上Billboard 200榜單第三名。樂團在1972年解散，1974年至1976年曾短暫復合，1980年後因僅剩主唱約翰·凱為唯一原始團員，樂團改以「John Kay and Steppenwolf」名義活動。2018年終止演出。